# 西田栄介
西田 栄介（にしだ えいすけ、1953年8月25日 - ）は日本の神経科学者。主な業績はMAPキナーゼ並びに関連シグナル伝達経路の分子機構と機能の解明。埼玉県浦和市（現さいたま市）出身。理学博士（東京大学、1981年）。

## 経歴
- 1976年 - 東京大学理学部生物化学科卒業[2]
- 1981年 - 東京大学大学院理学系研究科生物化学専攻博士課程修了[2]
- 1981年 - 東京大学理学部助手[2]
- 1993年 - 京都大学ウイルス研究所教授[2]
- 1997年 - 京都大学大学院理学研究科教授[2]
- 1999年 - 京都大学大学院生命科学研究科教授[2]

## 受賞歴
- 2001年 - 日産科学賞
- 2002年 - 井上学術賞
- 2003年 - 大阪科学賞
- 2009年 - 上原賞
- 2010年 - 武田医学賞
- 2016年 - 日本学士院賞
- 2019年 - 藤原賞

## 栄典
- 2010年 ‐ 紫綬褒章[3]

## 編著
- 『分子生物学』, 柳田充弘, 野田亮共編 東京化学同人 1999
- 『シグナル伝達 細胞運命と細胞機能を制御する仕組み』シリーズ・バイオサイエンスの新世紀, 大野茂男共編 共立出版 2001